# Риниофиты
Риниофи́ты (лат. Rhynióphyta; устаревшее название псилофиты от греч. ψιλός «голый») — отдел вымерших около 400 миллионов лет тому назад примитивных сосудистых растений. Включает 2 класса: Риниевые (Rhyniópsida) и Зостерофилловые (Zosterophyllopsida).

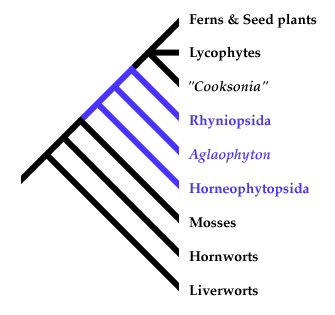
Кладограмма сосудистых растений, положение риниофитов показано синим. Диаграмма построена согласно Кенрику. Современные молекулярные данные изменяют положение риниофитов на среднее между антоцеротовидными (на кладограмме — hornworts) и мхами (на кладограмме — mosses)

Данная группа растений парафилетического происхождения включает в себя высшие растения, имеющие проводящие ткани. С начала XXI века к риниофитам относят роды растений Huvenia, Rhynia и Stockmansella, которые возникли в девоне. Ископаемых представителей риниофитов находят в окаменевших породах, начиная с раннего девона, что делает эти отложения очень важными в палеоботанике. Считается, что представители этого отдела являются первенцами сухопутных растений.
Риниофиты необычны тем, что прекрасно сохранились в очень древних окаменелостях и являются самыми ранними известными сосудистыми растениями. Данные окаменелостей содержат убедительные детали, подтверждающие наличие ребристого стебля, покрытого чешуевидными придатками, а также крупных двойных спорангиев. Окаменелости содержат следы спорофитов и гаметофитов других растений, остатки животных, например, членистоногих, которые обитали в одной экосистеме с риниофитами.
Известно, что риниофиты не имели полноценных корней, вместо них — корневищеподобные образования, покрытые ризоидами.